# 济南市市中区舜华学校
济南市市中区舜华学校，又称济南市舜华学校，是中华人民共和国山东省济南市市中区的一所公办九年一贯制学校，位于山东省济南市市中区玉兴路2号。启用于2014年，现由济南市市中区教育与体育局管理。是济南市市级文明校园

学校的小学部由舜耕教育集团进行管理，中学部则由二十七中教育集团管理。

## 历史及沿革
2014年9月1日，济南市舜华学校正式启用，服务周围的伟东地区。当时全校师生约有200人，开放了教学楼、室内体育馆和小操场。

## 校内设施
学校总占地面积27425平米，总建筑面积为19609.77平米。

### 教学设施
学校有1栋教学楼，呈“工”字形，高6层楼。小学、中学部各使用一半，且各有独立的广播系统。
初中部、小学部皆有阅览室、音乐教室、美术教室、科技活动室、计算机室、综合实践活动室、心理教室等配套教学设施。

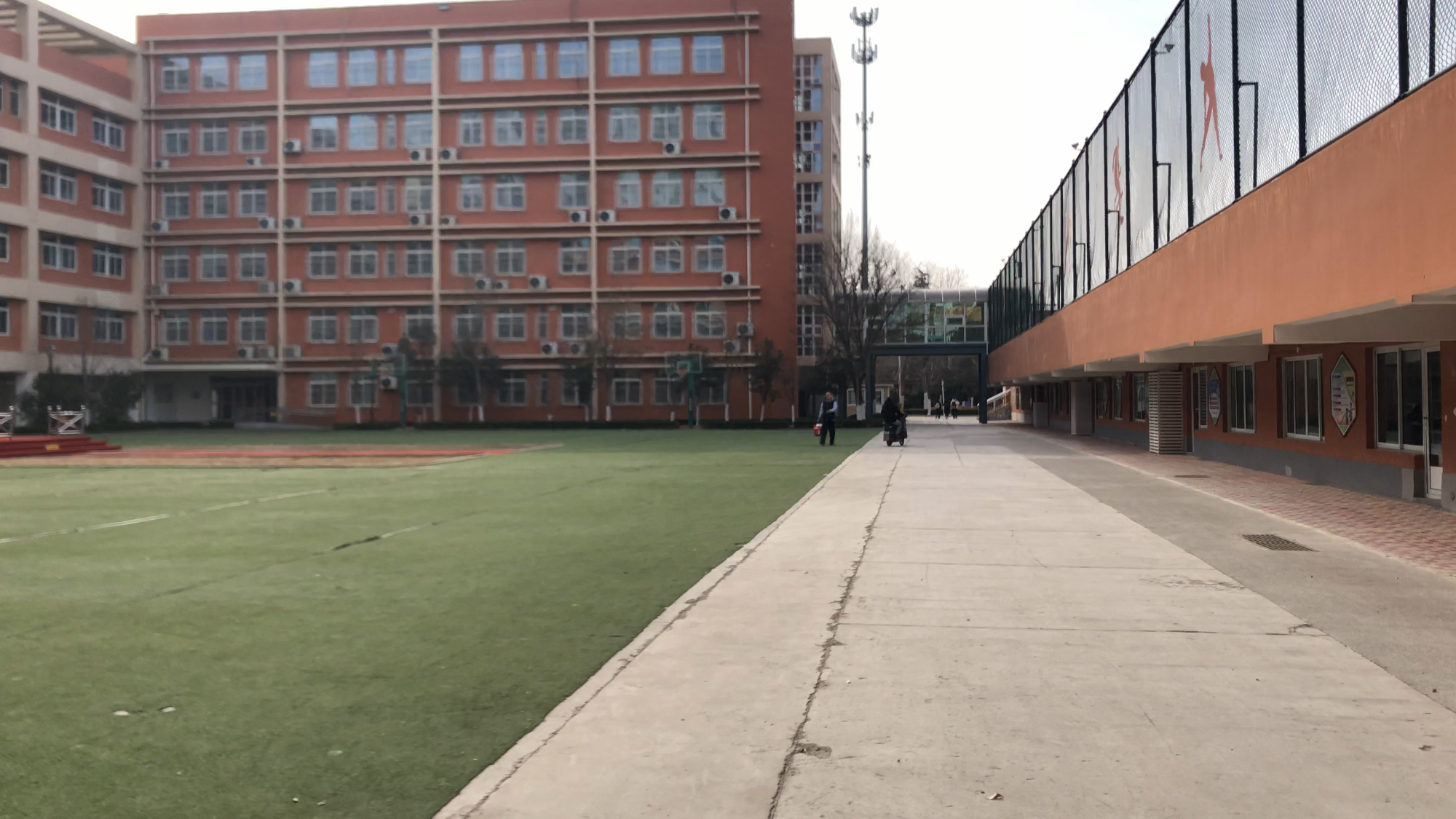
图中左侧为小操场，右侧为大操场，大操场与教学楼以连廊相连。

## 相关链接
济南市学校列表